# Africa Beach Soccer Cup of Nations 2013
L'Africa Beach Soccer Cup of Nations 2013 è la 6ª edizione di questo torneo.

## Squadre partecipanti
Di seguito le 8 nazionali qualificate.
- Egitto
- Ghana
- Costa d'Avorio
- Libia
- Nigeria
- Marocco (ospitante)
- Madagascar
- Senegal

## Fase a gironi

### Girone A
| Squadra    | G | V | V+ | P | GF | GS | +/- | P |
| ---------- | - | - | -- | - | -- | -- | --- | - |
| Senegal    | 3 | 3 | 0  | 0 | 21 | 8  | +13 | 9 |
| Marocco    | 3 | 2 | 0  | 1 | 17 | 8  | +9  | 6 |
| Madagascar | 3 | 1 | 0  | 2 | 16 | 16 | 0   | 3 |
| Ghana      | 3 | 0 | 0  | 3 | 8  | 30 | -22 | 0 |

| Squadra 1  | Risultato | Squadra 2  |
| ---------- | --------- | ---------- |
| Senegal    | 7-3       | Madagascar |
| Marocco    | 9-2       | Ghana      |
| Senegal    | 11-3      | Ghana      |
| Marocco    | 6-3       | Madagascar |
| Madagascar | 10-3      | Ghana      |
| Senegal    | 3-2       | Marocco    |

### Girone B
| Squadra        | G | V | V+ | P | GF | GS | +/- | P |
| -------------- | - | - | -- | - | -- | -- | --- | - |
| Costa d'Avorio | 3 | 3 | 0  | 0 | 14 | 9  | +5  | 9 |
| Nigeria        | 3 | 2 | 0  | 1 | 20 | 13 | +7  | 6 |
| Egitto         | 3 | 1 | 0  | 2 | 13 | 15 | -2  | 3 |
| Libia          | 3 | 0 | 0  | 3 | 11 | 21 | -10 | 0 |

| Squadra 1      | Risultato | Squadra 2 |
| -------------- | --------- | --------- |
| Costa d'Avorio | 4-1       | Egitto    |
| Nigeria        | 8-4       | Libia     |
| Costa d'Avorio | 5-4       | Libia     |
| Nigeria        | 8-4       | Egitto    |
| Costa d'Avorio | 5-4       | Nigeria   |
| Egitto         | 8-3       | Libia     |

## Finali

### Semifinali
| Squadra 1      | Risultato | Squadra 2 |
| -------------- | --------- | --------- |
| Senegal        | 9-8       | Nigeria   |
| Costa d'Avorio | 5-4       | Marocco   |

### Finali

#### 3º-4º posto
| Squadra 1 | Risultato | Squadra 2 |
| --------- | --------- | --------- |
| Marocco   | 7-2       | Nigeria   |

#### Finale
| Squadra 1 | Risultato | Squadra 2      |
| --------- | --------- | -------------- |
| Senegal   | 4-1       | Costa d'Avorio |

## Classifica Finale
| Pos | Team           |
| --- | -------------- |
| 1   | Senegal        |
| 2   | Costa d'Avorio |
| 3   | Marocco        |
| 4   | Nigeria        |
| 5   | Madagascar     |
| 6   | Egitto         |
| 7   | Libia          |
| 8   | Ghana          |